# Evropski fond za Balkan
Evropski fond za Balkan (engl. European Fund for the Balkans, skraćeno EFB) je fondacija sa sedištem u Beogradu. Osnovana je 2008. godine zajedničkom inicijativom Robert Boš Fondacije, ERSTE fondacijom, Fondacijom kralja Boduena i Društvom San Paola, sa namerom da podrži države Zapadnog Balkana tokom njihovog procesa pristupanja Evropskoj uniji.
EFB koordinira Forumom civilnog društva u okviru Berlinskog procesa. Za svoju 10. godišnjicu osnivanja predstavili su Deklaraciju o evropskom partnerstvu sa Balkanom, dokument koji su potpisali mnogi balkanski akteri, koji zahtevaju više angažmana EU na Zapadnom Balkanu kako bi se okončale socio-ekonomske transformacije u regionu. Deklaraciju je napisala Savetodavne grupe za javne politike Balkan u Evropi (BiEPAG), koji se konsultovao sa državnim zvaničnicima Balkana, predstavnicima Evropske unije, predstavnicima civilnog društva i renomiranim stručnjacima i intelektualcima.

## Programi
Evropski fond za Balkan ima dva glavna programa usmerena na razvoj ljudskog kapitala. Jedan je program stipendija za državne zvaničnike sa prostora Zapadnog Balkana, pokrenut 2008. godine, čiji je cilj obrazovanje državnih službenika o evropskom političkom i socijalnom sistemu.
Drugi program je serija političkih hakatona, događaja koji imaju za cilj da kreiraju nova rešenja za probleme sa kojima se suočavaju građani Balkana.
Regionalni politički program Misli i poveži (Think and Link Regional Policy Programme), pokrenut je 2008. Njegov cilj je podrška organizacijama civilnog društva i nezavisnim institutima na polju političke analize, istraživanja i javnih politika.
Projekat koji teži poboljšanju regionalne saradnje jeste Savetodavna grupa za javnu politiku Balkan u Evropi (BiEPAG), koja predstavlja grupu eksperata angažovanih u istraživanju političkih, ekonomskih i socijalnih trendova na Balkanu. EFB je formirao grupu zajedno sa Centrom za studije jugoistočne Evrope na Univerzitetu u Gracu 2013.godine.

## Desetogodišnjica
Dana 16. aprila 2018. na svoju desetogodišnjicu, fondacija je lansirala Deklaraciju o evropskom partnerstvu sa Balkanom, dokument potpisan od strane brojnih balkanskih aktera koji traže veće angažovanje EU na Zapadnom Balkanu kako bi se okončale socio-ekonomske transformacije regiona.

## Spoljašnje veze
- Zvanični vebsajt
- Vebsajt Dekleracije o evropskom partnerstvu sa Balkanom